# Joanna Karpińska
Joanna Karpińska (ur. 13 września 1972) – polska lekkoatletka, specjalizująca się w biegach długich, medalistka mistrzostw Polski.

## Kariera sportowa
Była zawodniczką Maratonu Świnoujście.
Na mistrzostwach Polski seniorek zdobyła jeden medal: brązowy w biegu przełajowym na 5 km w 1997. 
Rekordy życiowe:
- 3000 m: 10.03,04 (30.09.1995)
- półmaraton: 1:16:11 (2.03.1997)